# Поліщук Сергій Болеславович
Сергій Болеславович Поліщук (нар. 2 листопада 1974, Рубіжне, Луганська область, УРСР) — український футболіст, воротар.

## Життєпис
У чемпіонаті України (перша ліга) виступав з 1993 року. Грав у командах «Хімік» (Сєвєродонецьк), «Миколаїв», «Кривбас-2» (Кривий Ріг).
У 1999 році перейшов у «Прикарпаття» (Івано-Франківськ), де 7 березня 1999 року в матчі з кіровоградською «Зіркою» (1:0) дебютував у вищій лізі чемпіонату України. Всього у вищій лізі провів 32 матчі.
Далі грав у командах «Полісся» (Житомир), «Арсенал» (Харків) та «Миколаїв». У 2005 році перейшов в «Олександрію». Дебютував у футболці «професіоналів» 6 серпня 2005 року в переможному (2:0) домашньому поєдинку 1-о туру групи Б Другої ліги проти «Єдності». Сергій вийшов на поле в стартовому складі та відіграв увесь матч. У складі «Олександрії» в Другій лізі зіграв 24 матчі, ще 1 поєдинок зіграв у кубку України. Завершив виступи в професійних командах у 2008 році. Останній клуб — «Комунальник» (Луганськ).
У 2010 році грав у команді ветеранів харківського «Металіста» в чемпіонаті міста. У 2011 році став гравцем лисичанській аматорської команди «Шахта ім. Д.Ф. Мельникова». У 2013 році разом з командою ставав переможцем першості області серед команд 1 ліги.